# Nizjnjaja Salda
Nizjnjaja Salda (Russisch: Нижняя Салда) is een Russische stad ten oosten van de Oeral in de Centrale Oeral aan de rivier de Salda (zijrivier van de Tagil; stroomgebied van de Ob) op 205 kilometer ten noorden van Jekaterinenburg en 54 kilometer van Nizjni Tagil.

## Geschiedenis
De plaats werd gesticht in 1760 toen er een metallurgische fabriek werd gebouwd aan de rechteroever van de Salda die eigendom was van Nikita Demidov. Het lag binnen de mijnbouw-metallurgieregio van Nizjni Tagil. Vanaf 1858 werd in de fabriek spoorrails geproduceerd; de eerste spoorrails van Rusland kwam hiervandaan. De groei van deze fabriek is sterk verbonden met ingenieur Vladimir Groem-Grzjimajlo (1864-1928), die het bedrijf een tijdlang leidde en een spoor-walsmolenwerkplaats (in 1902) liet bouwen en de hoogoven en ertsoven ontwierp en andere verbeteringen doorvoerde. Het werd de eerste fabriek in Rusland die de Bessemer methode invoerde. Vanaf 1938 kreeg de plaats de status van stad en werd deze plaats Nizjnjaja Salda genoemd. Tijdens de Tweede Wereldoorlog gaf men er onderdak aan vluchtelingen van het Beleg van Leningrad. De fabriek produceerde onder andere staven voor de katoesjkaraketten. In de jaren 70 werd het een gesloten stad. Er werden spoorwagonstoelen geproduceerd en in 1983 werd er de grootste fabriek van de Sovjet-Unie voor de productie van spoorwegbevestigers geopend. Tegenwoordig is de fabriek de enige in Rusland die spoorwagonstoelen produceert.
De naam Salda is afgeleid van de Wogoelse hydroniem salt, salta wat "bast, vezel" betekent. 'Nizjnjaja' ("beneden de" [benedenloop van de]) staat tegenover de stad Verchnjaja Salda, wat "boven de Salda" betekent.

## Economie
De belangrijkste economische sectoren zijn metaalbewerking, de productie van bouwmaterialen, een houtbedrijf en bosbeheer. Ook bevindt zich er een wetenschappelijk onderzoeksinstituut voor machinebouw (NIImasj), waar apparatuur voor de Russische ruimtevaart wordt geproduceerd sinds 1958 (onder andere motoren voor het Saljoetprogramma).
De plaats ligt aan de spoorlijn van Nizjni Tagil naar Alapajevsk.
| 1939   | 1959   | 1970   | 1979   | 1989   | 2002   |
| ------ | ------ | ------ | ------ | ------ | ------ |
| 19.400 | 21.400 | 21.500 | 20.800 | 20.900 | 18.100 |